# خارجيانية

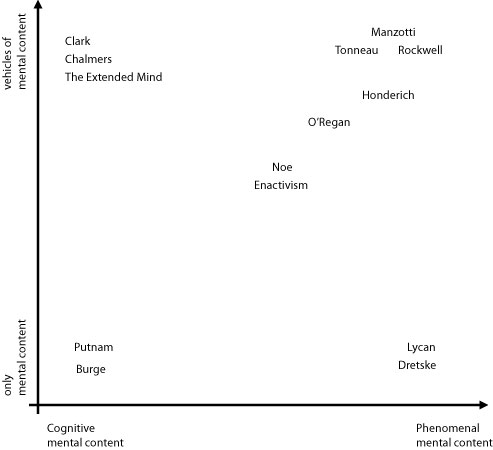

خارجيانية (بالإنجليزية: externalism) تدل على موقف يتميز، على مستوى فلسفة العلم واجتماعيات المعرفة، بإبراز أهمية العوامل الخارجية في تحديد النشاط الإنساني المتعلق بالمعرفة والعلم والحقيقة والأخلاق، مما يجعلها تتعارض مع الداخليانية التي ترى أن العوامل الداخلية هي التي تحظى بالأهمية في كل تلك المستويات.